# Charles A. Woodward
Pour les articles homonymes, voir Charles Woodward et Woodward.
Charles A. Woodward (19 juillet 1852–2 juin 1937) est un homme politique canadien de la Colombie-Britannique. Il est député provincial libéral de la circonscription britanno-colombienne de Vancouver City de 1924 à 1928.

## Biographie
Né dans une ferme forestière dans le district de Gore (en) dans le Canada-Ouest (Ontario), Woodward quitte le domicile familial pour ouvrir son entreprise sur l'île Manitoulin. Il s'établit en Colombie-Britannique en 1891 et ouvre son entreprise l'année suivante en 1892 à Vancouver à l'intersection des rues Main et Georgia, maintenant situées dans le Chinatown. Le 12 septembre de la même année, il relocalise son magasin au coin des rues Hastings et Abbott et s'incorpore sous le nom de Woodward's Department Stores Ltd (en). L'entreprise ayant un grand succès pendant la ruée vers l'or du Klondike (1898-1903),, plusieurs autres établissements ouvrent par la suite, entre autres à Edmonton en 1926, jusqu'à comprendre 18 établissements en 1975 et en faisant la plus grande bannière dans l'ouest du Canada. L'immeuble abritant le premier magasin est maintenant un point de repère de Vancouver et est reconnu sous le nom de Woodward's Building (en) jusqu'à sa démolition en 2006.
Woodward meurt à Vancouver en juin 1937 à l'âge de 84 ans. Membre de la loge Acadia de la Grande loge de l'Ordre internationale de la Franc-maçonnerie en Colombie-Britannique, il est enterré dans le seul mausolée retrouvé dans le cimetière franc-maçon à Burnaby en banlieue de Vancouver.
Son fils, William Culham Woodward, sera lieutenant-gouverneur de la Colombie-Britannique de 1941 à 1946. Son petit-fils, Charles Nanby Wynn Woodward (en), sera président de Woodward's (en) et propriétaire de la Douglas Lake Cattle Company (en) dans la région de Nicola.